# Шпански табан
Шпански табан (енгл. Miquelet lock), рани облик табана на кремен, који се користио у Европи, Африци и Азији од 16. до 19. века.

## Карактеристике
Шпански табан састојао се од табанске дашчице, ороза с кременом, чанка с поклопцем, система опруга и обараче. Притиском на обарачу, ороз нагло пада и удара кременом о челични део поклопца фаље (оцило), при чему се стварају варнице које пале припалу у чанку. Припала кроз фаљу пали барут у цеви оружја.
Код шпанског табана опруге и кочница су биле споља, на табанској дашчици, па су се сви делови табана прљали и ломили. Због једноставности, јефтине конструкције и лаке оправке, највише су га употребљавали Арапи и Турци. На територији бивше Југославије (17. и 18. век) најраспрострањенији табани на кремен били су шпански и француски.

## У Србији
Шпански табан са турске шешане.
У Српском рјечнику из 1852, овакав табан се назива арнаутски или турски.